# Kolonia (Rycerka Górna)
Kolonia – część wsi Rycerka Górna w Polsce, położona w województwie śląskim, w powiecie żywieckim, w gminie Rajcza, w Beskidzie Żywieckim, w dolinie Rycerskiego Potoku i jego dopływu – potoku Plaskórówka.
Założona została w 1873 przez osadników austriackich ze Styrii, sprowadzonych przez właścicieli tych terenów, Habsburgów z Żywca. Początkowo pracowali oni przy wyrębie lasów, później wielu z nich w poszukiwaniu pracy udało się do innych rejonów Galicji lub na Węgry. Pozostałością po nich są niemiecko brzmiące nazwiska, noszone do dziś przez niektórych mieszkańców Kolonii.
W latach 1945–1991 stacjonowała tu strażnica Wojsk Ochrony Pogranicza. 16 maja 1991 roku strażnica została przejęta przez Straż Graniczną.
Już u zarania turystyki w tych górach Kolonia była, podobnie jak dzisiaj, punktem wyjścia wycieczek na Wielką Raczę. Z tego też powodu już w 1910 Towarzystwo Tatrzańskie założyło w Rycerce stacje turystyczne. W latach 20. i 30. XX wieku w stylowej leśniczówce funkcjonowało schronisko turystyczne pod Wielką Raczą. Od 1972 w miejscowej szkole działa całoroczne schronisko młodzieżowe PTSM. Działa również kilka ośrodków wypoczynkowych, a w przeszłości zimą także wyciąg narciarski.
W Kolonii zaczyna i kończy bieg kilka szlaków turystyki pieszej i rowerowej. Do 2011 istniał jeszcze szlak  do Zwardonia, ale został zlikwidowany przez PTTK.

## Szlaki turystyczne
rowerowy: Kolonia (Rycerka Górna) – dolina Plaskurówki – Jaworzyna – Skrzadnica – Oźna – Zwardoń
 rowerowy: Kolonia (Rycerka Górna) – przełęcz Przegibek – dolina Rycerki – Rycerka Dolna
 pieszy: Kolonia (Rycerka Górna) – Wielka Racza
 pieszy: Kolonia (Rycerka Górna) – schronisko PTTK na Przełęczy Przegibek – dolina Rycerki – Rycerka Dolna